# Winfall
Winfall est une ville américaine située dans le comté de Perquimans dans l'État de Caroline du Nord. En 2010, sa population était de 594 habitants.

## Démographie
| 1900 | 1910 | 1920 | 1930 | 1940 | 1950 |
| ---- | ---- | ---- | ---- | ---- | ---- |
| 222  | 289  | 288  | 426  | 160  | 421  |

| 1960 | 1970 | 1980 | 1990 | 2000 | 2010 |
| ---- | ---- | ---- | ---- | ---- | ---- |
| 269  | 581  | 634  | 501  | 554  | 594  |

## Source de la traduction
- (en) Cet article est partiellement ou en totalité issu de l’article de Wikipédia en anglais intitulé « Winfall, North Carolina » (voir la liste des auteurs).